# 캄차카 변경주의 행정 구역
다음은 러시아의 캄차카 변경주의 행정 구역에 관한 설명이다.

## 행정 구역
주 지정 도시
- 페트로파블롭스크캄차츠키 (Петропавловск-Камчатский) (행정 중심지)
- 빌류친스크 (Вилючинск) (폐쇄 도시)
- 옐리조보 (Елизово)

군
- 알레우츠키군 (Алеутский)
- 비스트린스키군 (Быстринский)
- 옐리좁스키군 (Елизовский)
  - 불칸니 (Вулканный)
- 밀콥스키군 (Мильковский)
- 소볼렙스키군 (Соболевский)
- 우스티볼셰레츠키군 (Усть-Большерецкий)
- 우스티캄차츠키군 (Усть-Камчатский)

### 코랴크 자치구
도시
- 팔라나 (Палана)

군
- 카라긴스키군 (Карагинский)
- 올류토르스키군 (Олюторский)
- 펜진스키군 (Пенжинский)
- 티길스키군 (Тигильский)